# Рюдзьо
«Рюдзьо» (яп. 龍驤) — японський легкий авіаносець часів Другої світової війни.

## Конструкція
Відповідно до Вашингтонського морського договору, загальна водотоннажність японських авіаносців не повинна була перевищувати 80 000 тонн. Але договір не обмежував будівництво кораблів водотоннажністю до 10 000 тонн, тому штаб японського флоту вирішив побудувати один такий авіаносець.
Початкова конструкція авіаносця передбачала водотоннажність 8000 тонн та авіагрупу з 24 літаків, проте згодом вирішили подвоїти кількість літаків та встановити на кораблі другий ангар. Внаслідок цього перевищили обмеження на 150 тонн. Інших учасників договору про це не повідомили, що стало першим серйозним порушенням договору.
«Рюдзьо» був непопулярним на флоті. Крім важкого верху, авіаносець мав коротку злітну палубу та авіагрупу. Через нестачу місця на палубі зліт та посадка літаків займали багато часу. Ці недоліки врахували під час побудови наступних авіаносців.

## Бойове застосування
«Рюдзьо» не входив до складу головних авіаносних сил під час атаки на Перл-Гарбор, але підтримував морські десанти на Філіппіни. У квітні 1942 року він атакував конвой торгових суден союзників, а потім брав участь в операції біля Алеутських островів. Його єдиною великою битвою була битва біля східних Соломонових островів.

### Гуадалканал

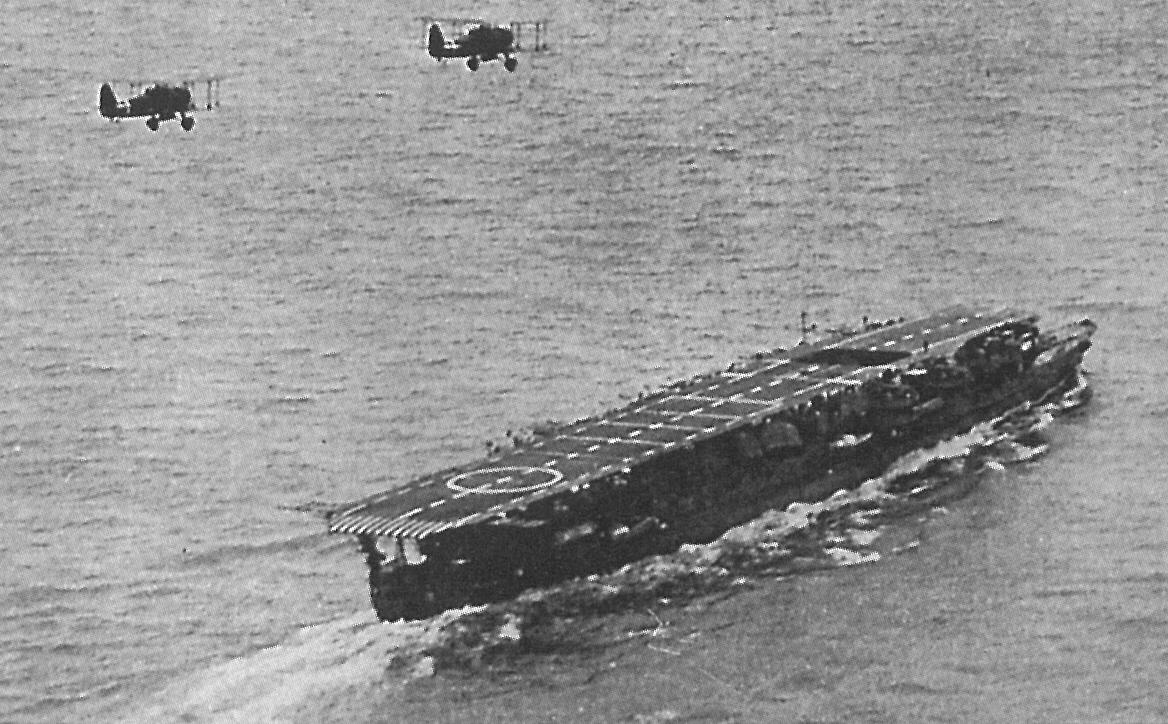
Рюдзьо

Під час операції з надання допомоги захисникам Гуадалканалу «Рюдзьо» у супроводі важкого крейсера та двох есмінців повинен був відволікти американські авіаносці від головних сил японського флоту. Коли о 9:05 24 серпня 1942 року «Рюдзьо» був помічений з повітря, здавалось, що план вдався, але інші літаки союзників визначили розташування авіаносців «Сьокаку» та «Дзуйкаку». Внаслідок блискучої атаки пікіруючих бомбардувальників та торпедоносців ВМС США з кораблів «Ентерпрайз» та «Саратога», здійсненої того ж дня, в «Рюдзьо» потрапило 10 бомб та дві торпеди. В японських документах зафіксоване попадання однієї торпеди, якої, проте, вистачило, щоб полум'я від вибуху охопило весь корабель. Авіаносець втратив хід та управління. Лише 300 членів команди, що залишилися живими, включаючи капітана Като, покинули корабель. «Рюдзьо» затонув приблизно через 4 години.